# Бурлін Олександр Олександрович
Олександр Олександрович Бурлін (21.05.1948 р., м. Ужгород, УРСР, СРСР — 22.11.2015, м. Київ, Україна[джерело?]) — радянський і український театральний художник, член Національної спілки художників України (1978). Заслужений діяч мистецтв України (2010).

## Біографічні відомості
Закінчив Київський художній інститут (1976), майстерня Д. Лідера).
Художник Національної опери України. Стажувався у творчих майстернях АМ СРСР (1978), майстерня Ф. Нірода.
Основні твори: сценографія балетів «Дівчина і Смерть» (1978), «Прометей», «Фантастична симфонія» (1996) в Національному театрі опери і балету України.
Працює в живописі, графіці. Творча позиція: творчість, професіоналізм. Член НСХУ (1978).
З 1988 р. — викладач, доцент кафедри сценографії та екранних мистецтв НАОМА. Викладає композицію, сценографію та екранні мистецтва.
Виставки:
- «Поза рампою», галерея «СХ», Київ, Україна (1994).
- Виставка в галереї «Мистець», Київ, Україна (2002).
- Виставка в Національному Музеї театрального, музичного та кіномистецтва України (2010).

Найбільші досягнення:
- Сценографія опери «Фауст» Ш. Гуно.
- Сценографія балету «Прометей» Е. Станковича.
- Сценографія балету «Распутін» Е. Станковича.

Батько: Бурлін Олександр Карпович (1920—1994) — радянський і український художник-живописець. Член НСХУ (1971).

## Фільмографія
- «Лючія ді Ламмермур» (1980, фільм-опера; художник-постановник; реж. Олег Бійма)